# Amphitrogia
Amphitrogia là một chi bướm đêm thuộc họ Noctuidae.